# Roodgevlekte schildstaartslang
De roodgevlekte schildstaartslang (Uropeltis maculata) is een kleine slang uit de familie schildstaartslangen (Uropeltidae).

## Naam en indeling
De soort werd voor het eerst wetenschappelijk beschreven door Richard Henry Beddome in 1878. Oorspronkelijk werd de wetenschappelijke naam Silybura maculata gebruikt. De soortaanduiding werd vroeger wel met maculatus geschreven waardoor deze vaak opduikt in de literatuur.
De soortaanduiding maculata komt uit het Latijn en betekent vrij vertaald 'gevlekt'.

## Uiterlijke kenmerken
De roodgevlekte schildstaartslang heeft een cilindrische lichaamsvorm en is overal zowel dun als lang. Deze soort blijft met een lengte tot dertig centimeter relatief klein. De lichaamskleur is overwegend licht- tot donkerbruin en de kop is roodbruin. Aan de flanken en de buik zijn helderrode vlekken aanwezig wat een typisch kenmerk is.helder rood van kleur. Deze opvallende kleur dient ter afschrikking van vijanden; de slang produceert geen gif. 
Net zoals andere soorten schildstaartslangen heeft deze soort een sterk verkorte staart met aan het einde een verhoornd deel, waarvan de familienaam is afgeleid: ura betekent staart en pelte betekent schild of plaat.

## Levenswijze
De roodgevlekte schildstaartslang is eierlevendbarend; de juvenielen komen direct na de geboorte uit en zijn dan slechts enkele centimeters lang. Omdat deze soort meestal ondergronds leeft en zich niet vaak in gevangenschap heeft voortgeplant, is er nog veel te ontdekken over de meeste schildstaartslangen waaronder deze soort. Het voedsel bestaat uit allerlei dieren die al gravend worden aangetroffen zoals wormen en insecten en de larven. De slang is niet giftig, maar wordt door de lokale bevolking vaak voor de zekerheid doodgeslagen vanwege de felle rode kleuren. De meeste dieren die felle kleuren hebben, imiteren de gevaarlijke soorten, wat mimicry wordt genoemd.

## Verspreiding en habitat
Deze soorten komt voor in zuidelijk Azië, de slang leeft endemisch in India. De habitat van de slang bestaat uit bergwouden en dichte bossen. De soort is alleen aangetroffen op een relatief grote hoogte van 2000 tot 3500 meter boven zeeniveau. De roodgevlekte schildstaartslang leeft veelal onder de grond, en verkiest losse zandgronden of de strooisellaag waaronder het dier holen graaft en daar zelden uitkomt.